# Trattato Hay-Bunau Varilla
Il trattato Hay-Bunau-Varilla è un trattato stipulato da Stati Uniti e Panama negli Stati Uniti il 18 novembre 1903 (due settimane dopo la dichiarazione d'indipendenza del Panama dalla Colombia). Il trattato è così designato dal nome dei due funzionari che raggiunsero l'accordo: John Hay, allora segretario di Stato degli Stati Uniti, e Phillipe Bunau-Varilla, ministro plenipotenziario per il Panama negli Stati Uniti.
Dopo la dichiarazione d'indipendenza del Panama dalla Colombia, Phillipe Bunau-Varilla si recò a Washington e a New York per negoziare i termini economici della costruzione di un canale attraverso l'istmo di Panama ed i termini di vendita di quella che sarebbe poi stata indicata come la Zona del Canale. Le trattative furono condotte con alcuni funzionari statunitensi, principalmente il segretario di Stato John Hay. Quando l'accordo fu raggiunto, venne siglato come  trattato Hay-Bunau-Varilla, che non fu però firmato da nessun cittadino panamense, sebbene Bunau Varilla fosse presente in qualità di ministro.

## Antefatti

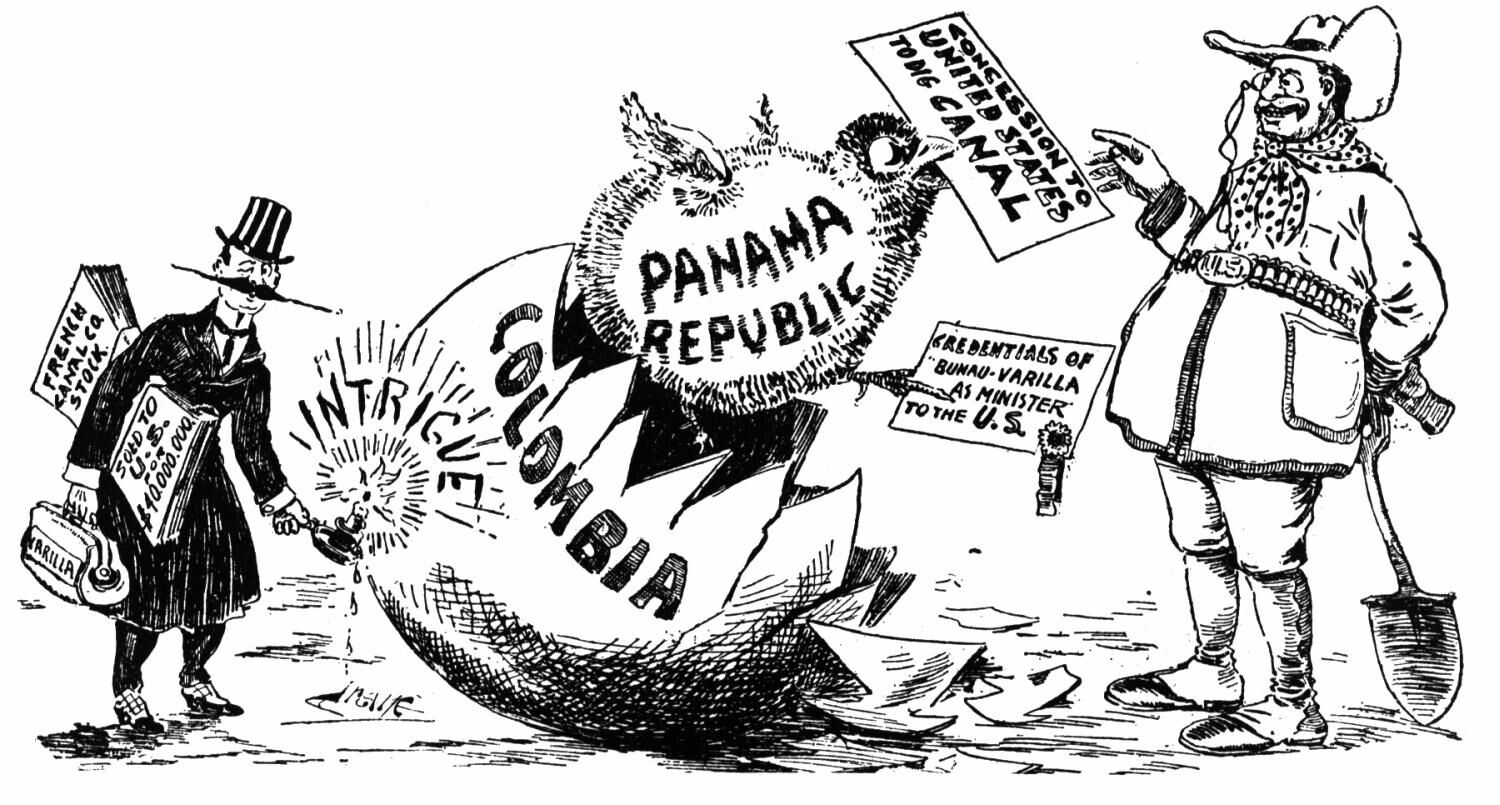
Caricatura americana del 1903 che rappresenta Bunau-Varilla e Roosevelt

Nel 1901 gli Stati Uniti avevano ottenuto dal governo Colombiano (che comprendeva anche l'attuale Panama) l'autorizzazione per costruire e gestire il Canale per 100 anni. Nel 1903 però il governo della Colombia decise di non ratificare l'accordo. Gli Stati Uniti allora organizzarono una sommossa a Panama e minacciarono di intervenire se fosse avvenuta la reazione del governo legittimo.
Bunau-Varilla era un cittadino francese coinvolto originariamente nella costruzione del canale da Ferdinand de Lesseps, colui che costruì il Canale di Suez. Dopo lo scandalo di Panama e il fallimento degli tentativi di de Lesseps di costruire il canale, Bunau-Varilla divenne un importante azionista della Compagnie Nouvelle du Canal de Panamá, che nel 1903 aveva ancora la concessione per la costruzione del Canale di Panama. Il 6 novembre la Giunta di governo provvisorio della Repubblica di Panama, nominò Bunau-Varilla inviato straordinario e ministro plenipotenziario per il governo degli Stati Uniti con pieni poteri per gli accordi economici e finanziari.

## Il trattato
Bunau-Varilla basò il trattato su quattro punti:
1. la neutralità del Canale di Panama
2. l'uguaglianza nel trattamento delle navi battenti qualunque bandiera, statunitense o meno
3. il pagamento allo Stato del Panama dei dieci milioni di dollari originariamente destinati alla Colombia, ed il pagamento annuale di 250 000 dollari
4. la protezione di Panama da qualunque aggressione

Gli Stati Uniti ottennero:
1. la concessione di costruire il Canale
2. la concessione perpetua della sua gestione
3. il possesso perpetuo di una fascia adiacente al percorso del Canale di 10 miglia di estensione su ogni lato.

## Conseguenze
In conseguenza dell'accordo raggiunto tra Hay e Bunau-Varilla, gli Stati Uniti comprarono le azioni della  Compagnie Nouvelle du Canal de Panamá per 40 milioni di dollari.
Sebbene il Panama in seguito accettò i termini dell'accordo, il trattato fu una fonte di conflitto tra le due nazioni. L'episodio più grave si verificò il 9 gennaio 1964, quando scoppiarono delle rivolte per la sovranità sulla Zona del Canale. Le rivolte iniziarono dopo che una bandiera panamense fu lacerata da soldati della Polizia della Zona del Canale durante una manifestazione studentesca che rivendicava il diritto di issare la bandiera panamense accanto a quella statunitense. Alcune unità dell'Esercito degli Stati Uniti vennero coinvolte nel tentativo di sedare la rivolta dopo che la Polizia era stata sopraffatta. Dopo tre giorni di combattimento, rimasero uccisi 22 panamensi e 4 soldati statunitensi. Il 9 gennaio è ricordato a Panama come il giorno dei martiri.
Gli eventi del giorno dei martiri vengono considerati come un fattore importante che ha condotto gli Stati Uniti alla decisione di negoziare i trattati Torrijos-Carter nel 1977, che abolirono il trattato Hay-Bunau Varilla e stabilirono un calendario per il ritorno al Panama della sovranità sulla Zona del Canale (1979) e del pieno controllo del Canale (31 dicembre 1999).